# 宮曽根郵便局
宮曽根郵便局（みやそねゆうびんきょく）は、山形県東田川郡庄内町にある郵便局。
かつては集配郵便局であったが、現在は無集配郵便局となっている。

## 概要
住所：〒999-7764 山形県東田川郡庄内町宮曽根宮の前52

## 沿革
- 1876年（明治9年）4月1日 - 五等郵便局として開局[1]。
- 1885年（明治18年）10月1日 - 貯金預所開設[2]。
- 1886年（明治19年）4月26日 - 三等郵便局となる[3]。
- 1891年（明治24年）1月16日 - 郵便為替事務開始、但し小為替振出事務は取り扱わず[4]。
- 1892年（明治25年）7月1日 - 小為替振出事務開始[5]。
- 1896年（明治29年）7月1日 - 小包郵便取扱開始[6]。
- 1899年（明治32年）4月1日 - 電信為替事務開始[7]。
- 1901年（明治34年）3月10日 - 集配区内に押切郵便受取所設置[8]。
- 1903年（明治36年）12月10日 - 集配区内に黒森郵便受取所設置[9]。
- 1905年（明治38年）4月1日 - 押切郵便受取所を押切郵便局（三等、無集配）に、黒森郵便受取所を黒森郵便局（三等、無集配）に改定[10]。
- 1909年（明治42年）9月1日 - 電信事務開始[11]。
- 1929年（昭和4年）3月21日 - 集配区内に羽前長沼郵便局（三等、無集配）開局[12]。
- 1930年（昭和5年）11月11日 - 電話通話事務開始[13]。
- 1931年（昭和6年）2月16日 - 黒森郵便局にて集配事務開始[14]。
- 1932年（昭和7年）1月11日 - 集配区内に羽前広野郵便取扱所設置[15]。
- 1933年（昭和8年）
  - 2月1日 - 押切郵便局及び黒森郵便局にて電信事務開始[16]。
  - 4月1日 - 黒森郵便局が袖浦郵便局に改称[17]。
- 1935年（昭和10年）2月11日 - 羽前広野郵便取扱所が羽前広野郵便局（三等、無集配）に改定[18]。
- 1939年（昭和14年）2月16日 - 押切郵便局にて電話交換業務開始[19]。
- 1941年（昭和16年）
  - 3月6日 - 羽前広野郵便局にて電話交換業務開始[20]。
  - 4月1日 - 羽前広野郵便局にて電報配達及び呼出事務開始[21]。
- 1967年（昭和42年）3月26日 - 和文電報配達業務廃止、余目電報電話局に移管[22]。
- 1969年（昭和44年）
  - 3月9日 - 押切郵便局にて電話交換業務廃止、鶴岡電報電話局に移管[23]。
  - 4月9日 - 集配事務廃止、余目、袖浦、藤島の各郵便局に移管[24]。
- 1971年（昭和46年）4月20日 - 羽前長沼郵便局にて和文電報配達業務廃止、余目電報電話局に移管[25]。
- 1974年（昭和49年）8月28日 - 袖浦郵便局（電話交換）と羽前広野郵便局（電話交換及び和文電報配達）にて電気通信業務廃止、酒田電報電話局に移管[26]。
- 2000年（平成12年）11月27日 - 東田川郡余目町宮曽根宮の前52-6から同郡同町宮曽根宮の前52に移転[27]。
- 2005年（平成17年）7月1日 - 余目町が合併し、庄内町の郵便局となる[28]。

## 周辺
- 宮曽根農村公園